# Guettarda calyptrata
Guettarda calyptrata är en måreväxtart som beskrevs av Achille Richard. Guettarda calyptrata ingår i släktet Guettarda och familjen måreväxter.
Artens utbredningsområde är Kuba. Inga underarter finns listade i Catalogue of Life.